# Heliogomphus walli
Heliogomphus walli – gatunek ważki z rodziny gadziogłówkowatych (Gomphidae).